# 1260 هـ
1260 هـ هي سنة في التقويم الهجري امتدت مقابلةً في التقويم الميلادي بين سنتي 1844 و1845.

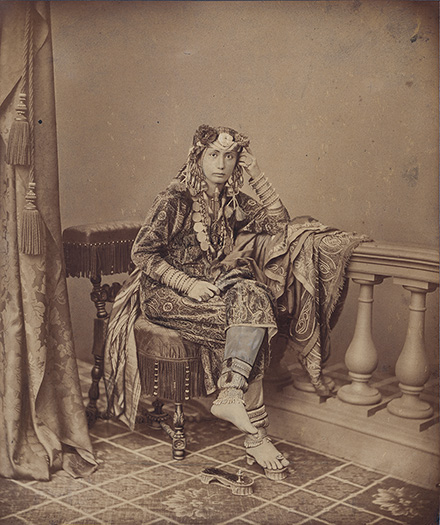
إميلي رويتي

## أحداث
- الأمام فيصل بن تركي يقوم بأرسال رسالة إلى أمير الكويت لتبدأ العلاقات بين الدولة السعودية الثانية والكويت.

الأمام فيصل بن تركي يأمر بأنشاء وزارة الداخلية برئاسة اخوه جلوي.
العلاقات بين الدولة السعودية الثانية ومصر تتحسن.

## مواليد
- أحمد دهمان
- محمد الخامس العثماني.
- إبراهيم الحوراني
- إميلي رويتي
- الأديب البيشاوري
- عبد البهاء عباس
- عبد الله بن الهاشمي بن خضراء
- علي زنيبر
- فرني لوفت كاميرون
- محمد بن عبد الله العيثان
- محمد علي اللكنوي الكشميري
- هارفي بورتر
- هرتفيك درانبور
- يوليوس فلهاوزن
- أبو الفضل الكلبايكاني

## وفيات
- حسن العظيم آبادي
- حسن بن دلدار علي الهندي
- محمد قلي الكنتوري
- يوحنا عنحوري